# Tituly a vyznamenání Alexandera Kwaśniewského

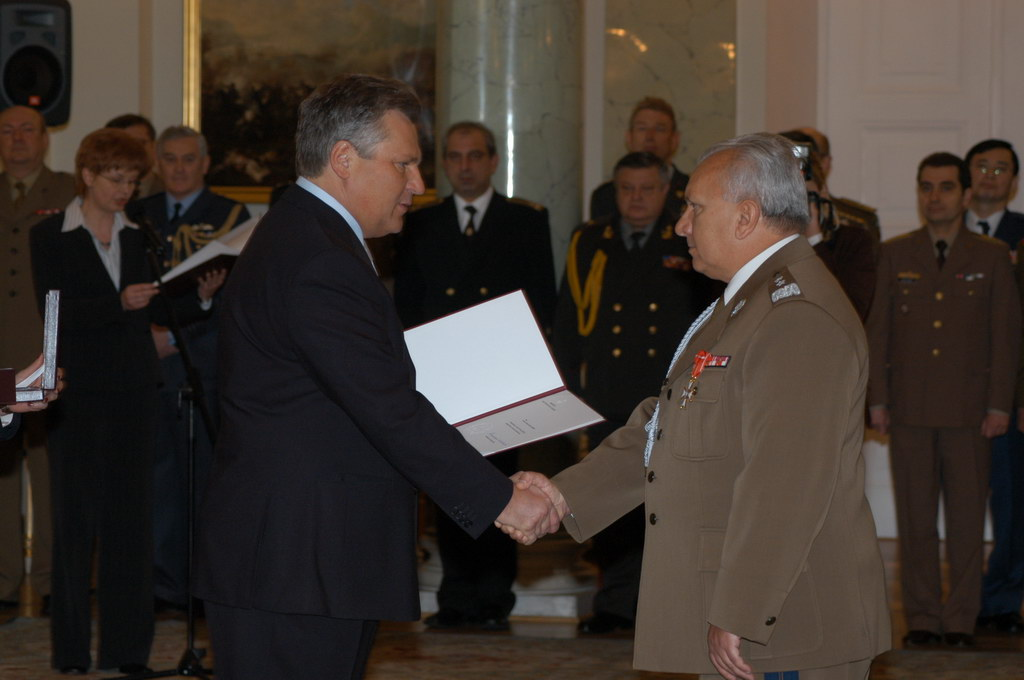
A. Kwaśniewski z titulu své funkce prezidenta Polska uděluje Řád znovuzrozeného Polska ve třídě komtura

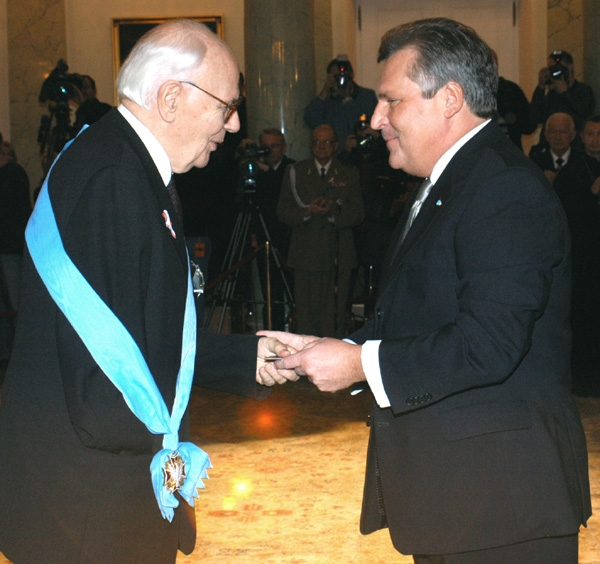
A. Kwaśniewski z titulu své funkce prezidenta Polska uděluje Řád bílé orlice

Aleksander Kwaśniewski, bývalý prezident Polska, obdržel během svého života řadu domácích i zahraničních vyznamenání. V době výkonu funkce prezidenta v letech 1995 až 2005 byl také velmistrem polských řádů.

## Vyznamenání

### Polská vyznamenání
- vekokříž Řádu znovuzrozeného Polska[1]
- rytíř Řádu bílé orlice[1]

### Zahraniční vyznamenání
- Belgie
  -  velkostuha Řádu Leopoldova – 1999[1][2]
- Brazílie
  -  velkokříž s řetězem Řádu Jižního kříže – 17. dubna 2002 – udělil prezident Fernando Henrique Cardoso[2][3]
- Česko
  -  Řád Bílého lva I. třídy s řetězem – 2004 – udělil prezident Václav Klaus[4]
- Estonsko
  -  Řád kříže země Panny Marie I. třídy s řetězem – 20. dubna 1998[5][2]
  -  Řád bílé hvězdy I. třídy s řetězem – 13. března 2002[2][6]
- Finsko
  -  velkokříž s řetězem Řádu bílé růže – 1997[7][2]
- Francie
  -  velkokříž Řádu čestné legie – 1996[1][2]
- Chile
  -  velkokíž s řetězem Řádu za zásluhy – 1999[1][2]
- Chorvatsko
  -  Velký řád krále Tomislava – 27. dubna 2001 – udělil prezident Stjepan Mesić za výjimečný přínos k přátelství a rozvoji vzájemné spolupráce mezi Polskem a Chorvatskem[2][8]
- Itálie
  -  velkokříž s řetězem Řádu zásluh o Italskou republiku – 28. května 1996[9][2]
- Japonsko
  -  velkostuha Řádu chryzantémy – 2002[1][2]
- Kazachstán
  -  Řád přátelství – 2002[2]
- Litva
  -  velkokříž Řádu Vitolda Velikého – 4. března 1996[2][10]
  -  velkokříž Řádu litevského velkoknížete Gediminase – 12. dubna 1999[2][10]
  -  velkokříž Řádu Vitolda Velikého se zlatým řetězem – 2. listopadu 2005[10]
- Lotyšsko
  -  velkokříž Řádu tří hvězd – 1997[1][2]
  -  velkokříž Kříže uznání – 2005
- Maďarsko
  -  velkokříž s řetězem Záslužného řádu Maďarské republiky – 2001[2][11]
- Malajsie
  -  čestný nositel Řádu říšské koruny – 1997[2]
- Malta
  -  čestný společník cti s řetězem Národního řádu za zásluhy – 25. října 2002[2][12]
- Německo
  -  velkokříž speciální třídy Záslužného řádu Spolkové republiky Německo – 2002[1][2]
- Nizozemsko
  -  velkokříž Řádu nizozemského lva – 1997[1][2]
- Norsko
  -  velkokříž Řádu svatého Olafa – 1. července 1996[1][2][13]
- Peru
  -  speciální velkokříž Řádu za zásluhy – 2002[1][2]
- Portugalsko
  -  velkokříž s řetězem Řádu prince Jindřicha – 9. února 1997[14][15]
- Rakousko
  -  velkohvězda Čestného odznaku Za zásluhy o Rakouskou republiku – 1998[2][16]
- Rumunsko
  -  velkokříž s řetězem Řádu rumunské hvězdy – 1999[1][2][17]
  -  velkokříž Řádu za věrné služby – 2003[17]
- Řecko
  -  velkokříž Řádu Spasitele – 1996[1][2]
- Slovensko
  -  Řád bílého dvojkříže I. třídy – 1997[2][18]
- Slovinsko
  -  zlatý Řád svobody Slovinské republiky – 2002 – udělil prezident Milan Kučan za zásluhy při upevňování přátelských vztahů mezi Slovinskem a Polskem[2][19]
- Spojené království
  -  čestný rytíř velkokříže Řádu lázně – 1996[2][20]
  -  čestný rytíř velkokříže Řádu svatého Michala a svatého Jiří – 1996[2][20]
- Španělsko
  -  velkokříž s řetězem Řádu Isabely Katolické – 11. května 2001 – udělil král Juan Carlos I.[2][21]
- Turecko
  -  Řád Turecké republiky – 2000 – udělil prezident Süleyman Demirel[2][22]
- Ukrajina
  -  Řád knížete Jaroslava Moudrého I. třídy – 1997[1][2]
  -  Řád za zásluhy I. třídy – 24. listopadu 2005 – udělil prezident Viktor Juščenko za vynikající osobní přínos k rozvoji a posílení strategického partnerství mezi Ukrajinou a Polskem, které posílilo mezinárodní prestiž Ukrajina v mezinárodním měřítku[23]
- Uzbekistán
  -  Řád za vynikající zásluhy – 30. června 2003 – udělil prezident Islam Karimov za vynikající zásluhy o rozvoj bilaterálních vztahů v oblasti politiky, hospodářství a humanitární oblasti mezi Uzbekistánem a Polskem a za jeho velký přínos k posílení přátelství a spolupráce mezi oběma národy[24]

### Ostatní ocenění
- Řád svaté Máří Magdalény – Polská pravoslavná církev, 1998[2]
- zlatý Olympijský řád – Mezinárodní olympijský výbor, 1998[2]
- zlatý Řád za zásluhy Mezinárodní asociace atletických federací – 1999[2]
- Medaile za zásluhy Evropského olympijského výboru – 2000
- rytíř Řádu úsměvu – 2003[25]
- Common Wealth Award of Distinguished Service – 2007
- Rycerz Wolności – 2009
- Cena Jana Karského – 2010[26]

## Čestná občanství
- čestný občan Kyjeva – 1997
- čestný občan Białogardu – 1999[27]
- čestný občan Kielce – 1999[28]
- čestný občan Szprotawy – 2000[29]
- čestný občan Helu – 2005[30]
- čestný občan Visly – 17. října 2005[31]
- čestný občan Varšavy – 2010[32]

## Čestné akademické tituly
- doctor honoris causa na Hebrejské univerzitě v Jeruzalémě – 2004
- doctor honoris causa na Kyjevsko-mohyljanské akademii – 2005
- doctor honoris causa na Vilniuské univerzitě – 2005